# 非專營巴士
非專營巴士（舊稱非專利巴士）是巴士服務的其中一種。現時主要由小型巴士及城巴提供服務或由不同的私營巴士公司所提供。主要為紓緩市民主要在繁忙時間對專營巴士及鐵路服務的需求，及在一些專營巴士行走並不符合營運效益的地區提供服務，應付乘客需求。

## 概要
根據運輸署公佈，截至2003年12月31日，已登記的非專營巴士共有7,206輛。

## 服務
現時主要提供服務為小型巴士及部份城巴，並有以下不同車種可供選擇：
- 香港小型巴士：
  - 公共小巴
  - 專綫小巴

- 城巴：
  - 居民巴士（61R、88R）
  - 空調開蓬巴士（為一輛亞歷山大丹尼士Enviro 500）
  - 觀光巴士（以開篷亞歷山大丹尼士Enviro 500行走）
  - 標準規格雙層巴士

城巴提供多種形式的巴士租賃服務:
- 婚禮服務
- 旅遊服務
- 指定目的地接送服務
- 合約形式租賃服務
- 無綫電視職員穿梭巴士服務

## 外部連結
- 香港運輸署－非專營巴士 （页面存档备份，存于）